# Medal Rozruchów w Indiach
Medal Rozruchów w Indiach (ang. Indian Mutiny Medal) – jeden z medali kampanii brytyjskich ustanowiony w roku 1858 w celu nagradzania oficerów i żołnierzy brytyjskich oraz indyjskich jednostek służących podczas operacji przeciwko indyjskim rebeliantom.

## Zasady nadawania
Medal pierwotnie usankcjonowany w celu nagradzania żołnierzy biorących udział w akcjach przeciwko rebeliantom, jednak w roku 1868 jego kwalifikacje zostały rozszerzone na wszystkich będących pod ogniem nieprzyjaciela.
Autoryzowano pięć klamer, maksymalnie cztery dla jednego nagrodzonego.
Medal bez klamer nadawano tym, którzy nie kwalifikowali się do otrzymania żadnej z nich; najczęściej tym, którzy zostali uhonorowani medalem po rozszerzeniu jego kwalifikacji w roku 1868.

## Klamry medalu
Delhi
za udział w odzyskaniu Delhi między 30 maja i 14 września 1857.
Defence of Lucknow
nadawano obrońcom Lucknow i siłom wspomagającym, którymi dowodził Sir Henry Havelock między 29 czerwca i 22 listopada 1857.
Relief of Lucknow
listopad 1857; nadawano siłom wspomagającym, którymi dowodził Sir Colin Campbell.
Lucknow
listopad 1857 – marzec 1858; nadawano żołnierzom pod dowództwem Sir Colina Campbella, którzy zaangażowani byli w ostatniej operacji prowadzącej do wyzwolenia Lucknow i oczyszczania przyległych terenów.
Central India
styczeń – czerwiec 1858; nadawano wszystkim, którymi dowodził generał Sir Hugh Rose w akcjach przeciwko Jhansi, Calpee i Gwalior. Nadawana również służącym pod dowództwem generała Robertsa w Rajputana Field Force i generała Whitlocka z Kolumny Madras pomiędzy styczniem i czerwcem 1858.

## Opis medalu
Awers: popiersie królowej Wiktorii z inskrypcją VICTORIA REGINA
Rewers: przedstawia stojącą koło lwa Wiktorię w zbroi trzymającą w prawej ręce wieniec laurowy, a w lewej tarczę. Nad nią napis INDIA, pod spodem daty 1857-1858